# Kafr Ajn (Syria)
Kafr Ajn (arab. ‏كفر عين‎) – miejscowość w Syrii, w muhafazie Idlib. W 2004 roku liczyła 1234 mieszkańców.